# Кирил Станчев (художник)
Вижте пояснителната страница за други личности с името Кирил Станчев.
Кирил Станчев е български художник.

## Биография
Роден на 25 ноември 1974 година в Русе. Завършва Художественото училище в София и оттогава работи самостоятелно, предимно в областта на пейзажа.
В творбите си авторът противопоставя светлина и сянка, борави умело с материя и плътност, детайлно изучава всяка форма като успява да пресъздаде на платното и собствените си чувства и емоции.
Художникът Кирил Станчев представя платната си в множество общи и самостоятелни експозиции. Негови картини са притежание на частни колекции и галерии в САЩ, Канада, Австралия и над 15 европейски страни.
Умира на 9 август 2013 г. в автомобилна катастрофа.